# Любовия (город)
Любовия (серб. Љубовија / Ljubovija) — город на западе Сербии.

## История
Данные о местном населении в основном восходят к надгробным курганам, которые были расположены недалеко от современного города — на территории современной деревни Руевац (Rujevac, Рујевац). Во времена Римской империи территория относилась к провинции Далмация. Здесь же проходила дорога на Белград. Для защиты долин римляне создавали постоянные укрепления, которые дали начало нескольким современным городам.

## Демография
| Год  | Количество жителей |
| ---- | ------------------ |
| 1948 | 597                |
| 1953 | 660                |
| 1961 | 1142               |
| 1971 | 1614               |
| 1981 | 2717               |
| 1991 | 3663               |
| 2002 | 4130               |
| 2011 | 3946               |

## Этнический состав
Сербы — 97,99 %
Югославы — 0,55 %
Черногорцы — 0,07 %
Македонцы — 0,07 %
Цыгане — 0,04 %
Хорваты — 0,02 %
Русские — 0,02 %
Венгры — 0,02 %
Босняки — 0,02 %

## История
В 1837 году в районе нынешнего города начали появляться первые поселения. В 1860 году была образована деревня Любовия. 3 июля 1871 года Любовия получила права города. Город был основан указом короля Милана Обреновича. В 1896 году разрушительное наводнение уничтожило постройки города, и жители восстановили свой город в трех километрах к северу от низовья притока Дрины Любовицы. Эта область немного дальше от Дрины.
Быстрое развитие города задержали балканские войны, первая и вторая мировые войны. В Первую и вторую мировые войны погибли многие жители Любовии, а также много жителей из окрестных деревень.
В 1980-х годах в небольшом городе начался бум, и были построены первые заводы.
В городе стоит начальная школа им. Вука Караджича. Сербская православная Преображенская церковь была построена в период с 1932 по 1940 год.

## Знаменитые жители
- Мирослав Стевич — сербский футболист, игрок национальной сборной Югославии.
- Славиша Павлович — сербский писатель.